# Волоколамская икона Божией Матери
Волокола́мская ико́на Бо́жией Ма́тери (известна также как Богома́терь Влади́мирская (Волокола́мская) и Волокола́мская Богома́терь) — чудотворный список с образа Владимирской иконы Божией Матери XII века, сделанный в 1572 году по заказу сподвижника Ивана Грозного во время опричнины Малюты Скуратова для Свято-Успенского Иосифо-Волоцкого мужского монастыря. Предназначался для надвратной церкви Сретения Владимирской иконы Божией Матери, позже находился в местном ряду иконостаса Успенского собора обители.
По сравнению с оригиналом Волоколамская икона дополнена изображениями двух святителей, архангелов Михаила и Гавриила на полях и роскошного оклада, который украшал к 1572 году Владимирскую икону Божией Матери.
В настоящее время Волоколамская икона Божией Матери находится в коллекции Музея древнерусской культуры и искусства имени Андрея Рублёва в Москве и представлена в его постоянной экспозиции, располагающейся в церкви Михаила Архангела Спасо-Андроникова монастыря. Она экспонировалась на временной выставке «Писано по благословению. Лествица 1510 года из Иосифо-Волоколамского монастыря и её реставрация. Выставка из собрания Музея имени Андрея Рублёва и частных коллекций», проходившей в Музее имени Рублёва с 30 июля по 30 августа 2017 года. В честь Волоколамской иконы Божией Матери установлен ежегодный общецерковный праздник, который приходится на 3 (16) марта. С 2007 года в Успенском соборе монастыря находится специально выполненный художником Сергеем Фоминым список с Волоколамской иконы.
История иконы и её иконография привлекали внимание многих советских и современных российских искусствоведов: доктора искусствоведения Энгелины Смирновой, кандидатов искусствоведения Валентины Антоновой, Лилии Евсеевой, Виктории Меняйло, Миры Даен и других исследователей. Виктория Меняйло называла икону не только шедевром живописи XVI века, но и культурно-историческим памятником, с которым связаны деятельность крупных политиков этого времени и целая цепь значимых исторических событий.

## Изображение на иконе

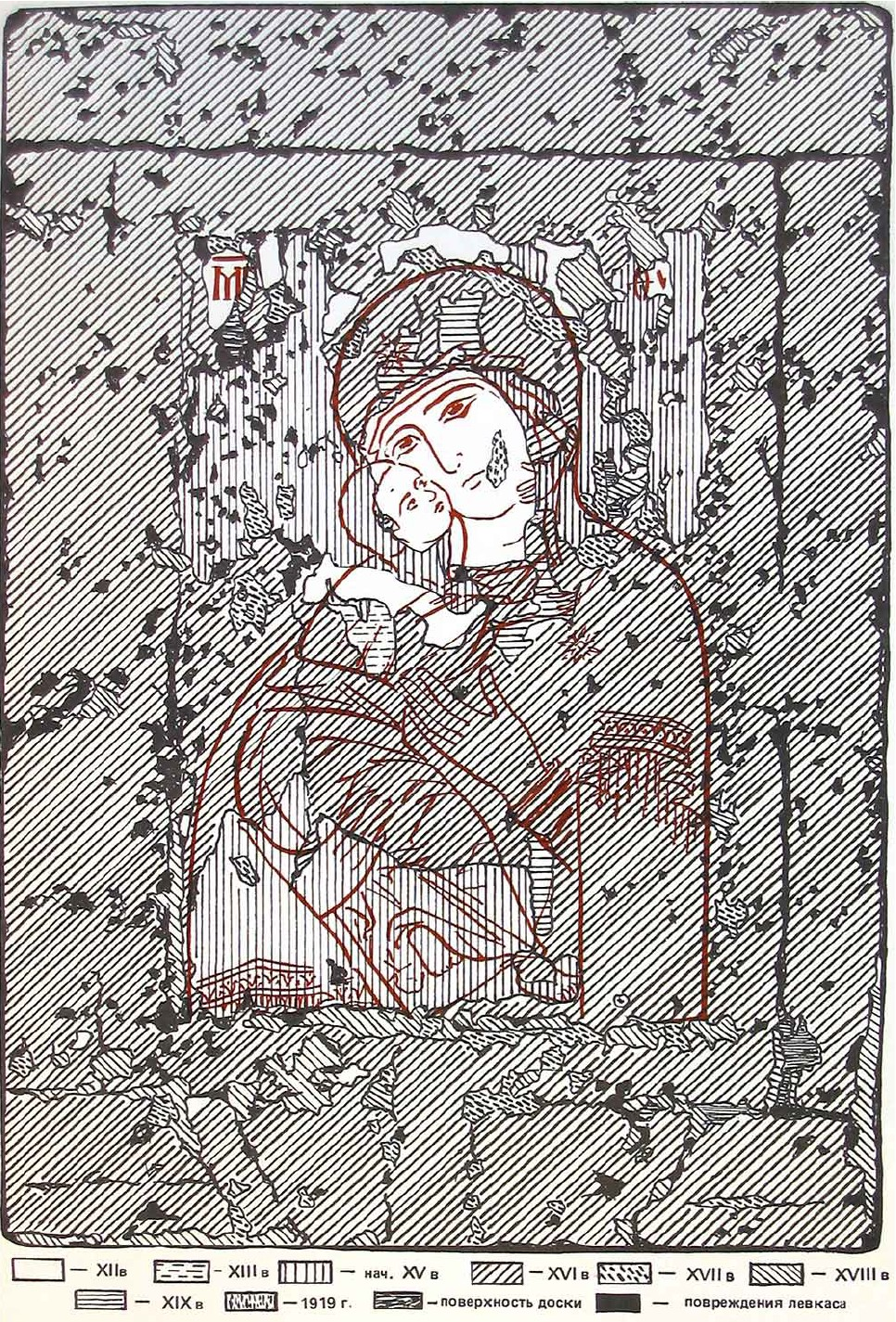
Схема-картограмма фрагментов разновременных слоёв живописи Владимирской иконы Божией Матери, выполненная Александром Анисимовым в 1928 году

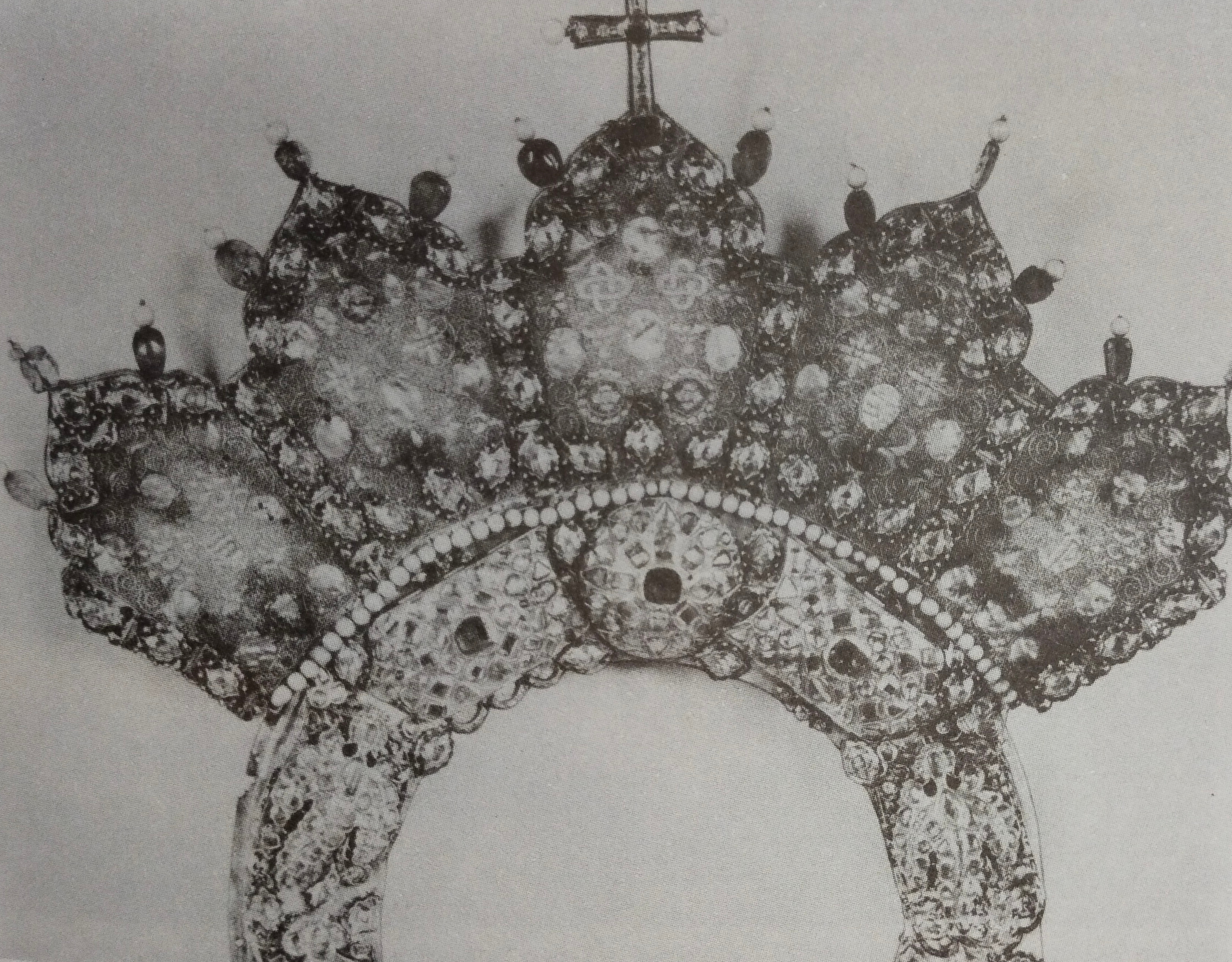
Корона с оклада Владимирской Богоматери 1514 года

Икона Богоматерь Волоколамская представляет собой чудотворный список с почитаемого Русской православной церковью образа Владимирской иконы Божией Матери, выполненного в Византии в XII веке. Владимирская икона была отреставрирована (поновлена) несколько раз ещё во времена Московского царства. Живописный слой её был обновлён, в частности, в 1514 году, а оклад иконы — в 1566 году. Доктор искусствоведения, академик Российской академии художеств Анна Рындина писала, однако, в статье «К истории реставрации окладов иконы Богоматерь Владимирская в XV веке» (1997) ещё и о реставрации оклада в 1514 году, когда были восполнены утраты, появившиеся со времени предыдущей реставрации, проведённой при митрополите Фотии, и, по её мнению, была выполнена эффектная городчатая корона, дошедшая до нашего времени (золото, скань, Музей «Московский Кремль», № МР 3406).
Считается, что впоследствии облик самой Владимирской иконы, в котором она представала перед людьми XVI века, был утрачен, но он может быть реконструирован на основе сделанных с неё в это время списков. Волоколамскую икону принято выделять в особый иконографический тип. Он характеризуется следующим образом: «Усложнённый вариант „Богоматери Владимирской“ с рисунком венца над нимбом [поверх уже изображённого нимба], имитацией украшений на мафории на голове, с фигурами ангелов, а на боковых полях — московских митрополитов…».
Волоколамский список был сделан с Владимирской иконы уже после обновления, осуществлённого в XVI веке, на доске, близкой по размеру к оригиналу, и в таком же по форме ковчеге. Само изображение Богородицы и младенца совпадает на Волоколамском списке с контуром Владимирской иконы именно в XVI веке. В верхних углах ковчега в тёмно-зелёных «мишенях» сделано обозначение «эпитета» Марии. Плохо сохранившиеся четырёхугольные живописные «запоны» передавали золотые украшения, которыми, предположительно, поновил древнюю Владимирскую икону митрополит Московский Афанасий. Такое же происхождение имеет написанный красками украшенный жемчугом плат с крупными цветными камнями, а «сквозь обнизь» жемчуга виднеется зеленоватый убрус Богородицы. Голову её обрамляли также украшенные венец и корона, правда, от их живописного слоя до нашего времени уцелел только незначительный фрагмент над левым плечом Богоматери.
Волоколамская икона отличается тонкостью и искусностью письма, но она дошла до нашего времени в достаточно плохом состоянии. Доктор искусствоведения Энгелина Смирнова так охарактеризовала его: «Сохранность: Отдельные тонировки и вставки грунта». Кандидат искусствоведения Валентина Антонова отмечала, что в процессе реставрации сотрудником Музея древнерусской культуры и искусства имени Андрея Рублёва Виктором Брягиным (реставрация была осуществлена в 1961 году или 1959 году) был восстановлен «лишь общий характер изображения с его неясными „смирными“ красками». Страдание Богородицы, запечатлённое на её лице, подчёркивается художником с помощью изображения самоцветов и жемчуга её украшений. Значительность именно такого душевного состояния, по мнению Антоновой, дополняется присутствием «торжественных архангелов в алых светлых одеждах» и двух святителей по обе стороны от неё в облачениях, расшитых золотом «с переливающимися нежными сиреневыми и бледно-зелёными красками» узорами. Широкие зелёные поля иконы действительно содержат поясные изображения архангелов с зерцалами в руках, заключённые в «облачные» круги. Ниже помещены два святителя в рост.
Икона упоминается в «Описи ризницы Иосифо-Волоколамского монастыря 1760 года». В это время она находилась в местном ряду иконостаса по левую сторону от Царских врат. Автор описи считал, что на полях иконы находятся образы архангелов Михаила и Гавриила (изображение архангела Михаила располагается в круге слева вверху от Богородицы, одежда его выполнена киноварью), а также московских чудотворцев Петра и Ионы. Значительная её часть была на тот момент скрыта окладом. Венцы у архангелов были из вызолоченного серебра сканые. У чудотворцев — венцы и цаты также из вызолоченного серебра, но резные. Около образа Богородицы «поля обложены сребром басебным [то есть тонким] золочёным». У самой Богородицы венец с короною и цата были чеканные опять же из позолоченного серебра. В венце и цате Богородицы находился «двадцать один камень простых разных цветов больших и малых, в том числе один большой хрусталя восточного». Убрус был «низан» жемчугом в «рефид» [то есть в косую клетку — ромбами, в результате чего получалась жемчужная сетка], также жемчужными были подвески. Автор описи сообщал: «У того ж образа цата низана жемчюгом в рефид по таусинному отласу. Среди цаты запона сребреная обнизана жемчюхом кругом в два реда, а на другом ряду жемчюгу з дву половинок несколько осыпалась. В запоне камень суровик [некий минерал, часто имеется в виду шпинель] бруснишного цвету». На цате находился лазоревый камень, а вокруг него три «репья» из позолоченного серебра. В качестве «привеса» к иконе были простые серебряные серьги. Упоминался в тексте также некий акафист Волоколамской Богоматери, писанный «иконным» письмом.
Священник церкви Словущего Воскресения Пётр Виноградов в книге «Летопись Волоколамского Иосифова монастыря. Материалы из дел архива Московской духовной консистории 1746—1852», изданной в 1888 году в Университетской типографии в Москве, привёл свидетельство Амвросия, епископа Переславского и Дмитровского (вторая половина XVIII века), и митрополита Московского и Коломенского Филарета (первая половина XIX века), что в их время Волоколамская Богоматерь находилась по левую руку от Царских врат в иконостасе Успенского собора монастыря. В книге упоминаются изображённые на иконе предстоящие Богородице архангелы Михаил и Гавриил, святители Пётр и Иона, а также окружение Богоматери «по полям… акафистом Успения Божией Матери в лицах». В книге «Историческое описание Иосифова Волоколамского второклассного монастыря Московской губернии, составленное онаго же монастыря иеромонахом Нектарием в 1886 году» (1887), однако, утверждалось, что святителями являются митрополиты Алексий и Иона. Пётр Виноградов отмечал, что уже к его времени икона «довольно попортилась и облетела».

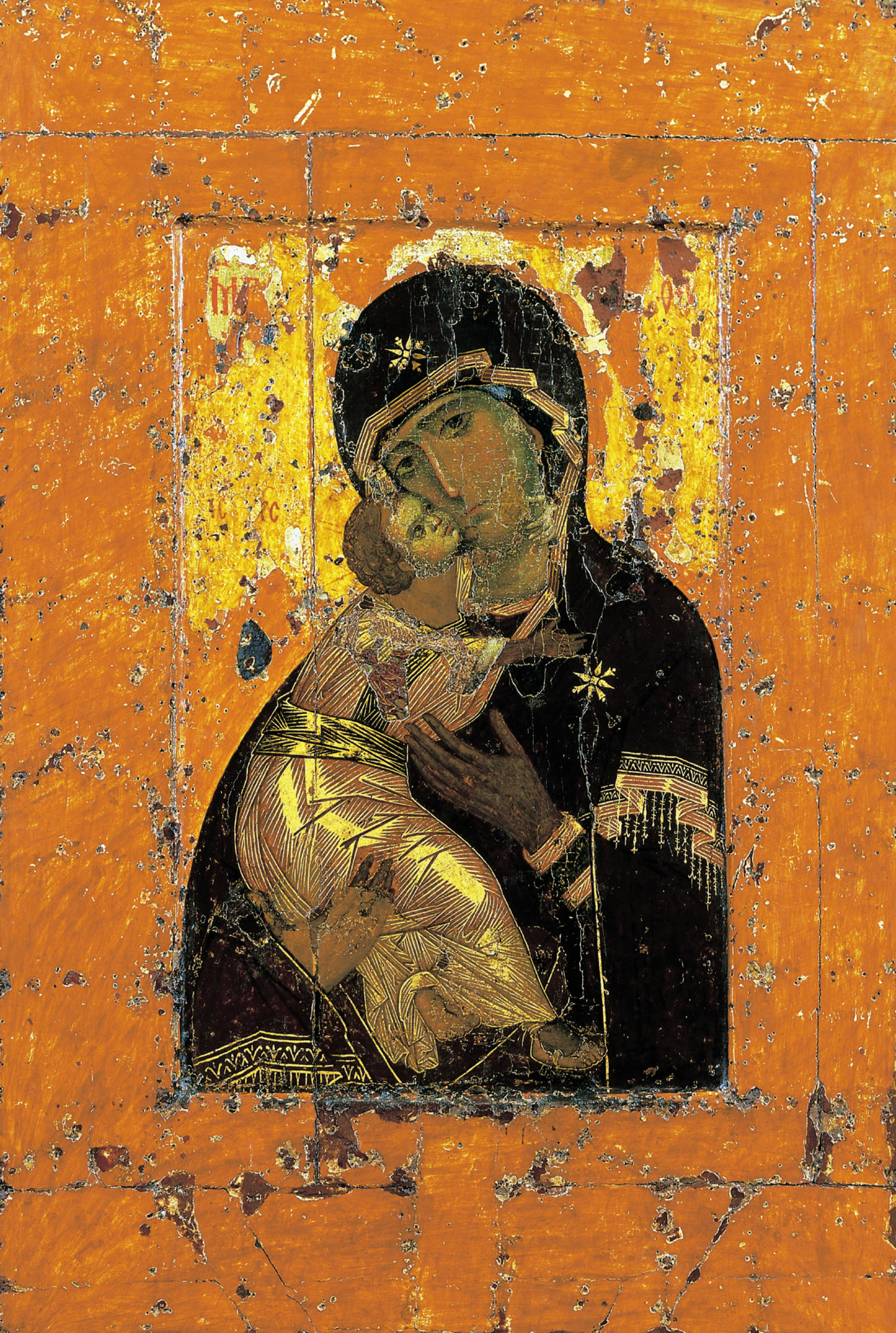
Владимирская икона Божией матери (современное состояние)

В XIX веке изображения святителей были также восприняты как митрополиты Московские (так у рассказывавшей об этом Валентины Антоновой, официальный же титул — митрополиты Киевские и всея Руси, но с местом пребывания кафедры в Москве) Иона (слева) и Алексий (справа). В ходе реставрации Виктор Брягин пришёл к выводу, что весь фон на полях иконы был поновлён. В процессе раскрытия первоначального фона были обнаружены следы написания имени святителя в левой части иконы: «ГОРО(Н)ТЕ(И)». Валентина Антонова сделала вывод, что на полях действительно представлены митрополиты Московские в саккосах, клобуках и соответствующих головных уборах, но это не Иона и Алексий, а митрополит Киевский Киприан (справа) и редко изображаемый на иконах митрополит Московский и всея Руси Геронтий (слева). Изображение Киприана полностью соответствует требованиям иконописного подлинника: на голове шапка, седой, борода длиннее, чем у Власия, и раздваивается на конце. Изображение Геронтия также соответствует иконописному подлиннику: седой, борода длиннее, чем у Власия, тупая на конце, святительские ризы, лазоревый саккос, клобук.
И Киприан, и Геронтий связаны с иконой Владимирской Богоматери: при Киприане икона впервые прибыла из Владимира в Москву, что описано в летописной повести под 1395 годом, а при Геронтии в 1480 году икона окончательно осталась в Москве. Волоколамская икона по легенде предназначалась в Иосифо-Волоцком монастыре для церкви Сретения иконы Владимирской Богоматери. Героями таких её встреч в разное время стали именно эти святители. Некоторые современные искусствоведы продолжают именовать изображённых на картине святителей митрополитами Петром и Ионой. Так поступает, в частности, Энгелина Смирнова в книге «Московская икона XIV—XVII веков» (1991) и Людмила Щенникова в IX томе «Православной энциклопедии».
В соответствии с каноном на Богоматери коричневый мафорий, чепец, рукав, а также опоясание младенца зелёные. Гиматий маленького Иисуса отливает золотом. Им же украшены каймы одеяния Марии с изящным растительным орнаментом у левого плеча. Антонова особо отмечала изощрённость уверенного рисунка и стройность композиции, мастерство изображения блеска одежды Иисуса и тонкость «вохрения» у глаз Богоматери. Именно оно, по мнению советского искусствоведа, создавало в лице Марии душевное движение, отражённое на Владимирской иконе после реставрации XVI века и утраченное к настоящему времени. Вохрение традиционно: «поверх зелёного санкиря сделано высветление коричневой охрой, но с таким умением, что иконный лик выражает неприкрашенное страдание». Очертания фигур Богородицы и младенца в некоторых местах обведены сохранившимся золотым контуром, по словам Валентины Антоновой, «как это было принято для особо изысканных изображений». Скорбь на лице Марии воплощена также с помощью рисунка — сведены брови и «опускаются», по выражению Антоновой, к вискам углы глаз. Такой рисунок встречается лишь на тех иконах Владимирской Богоматери, которые отражают её состояние после реставрации XVI века.

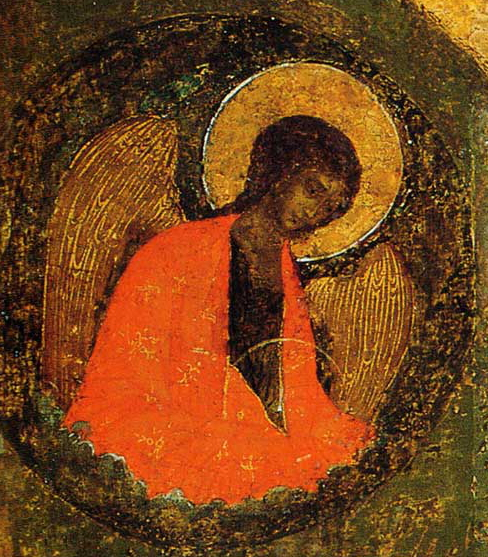
Архангел Михаил
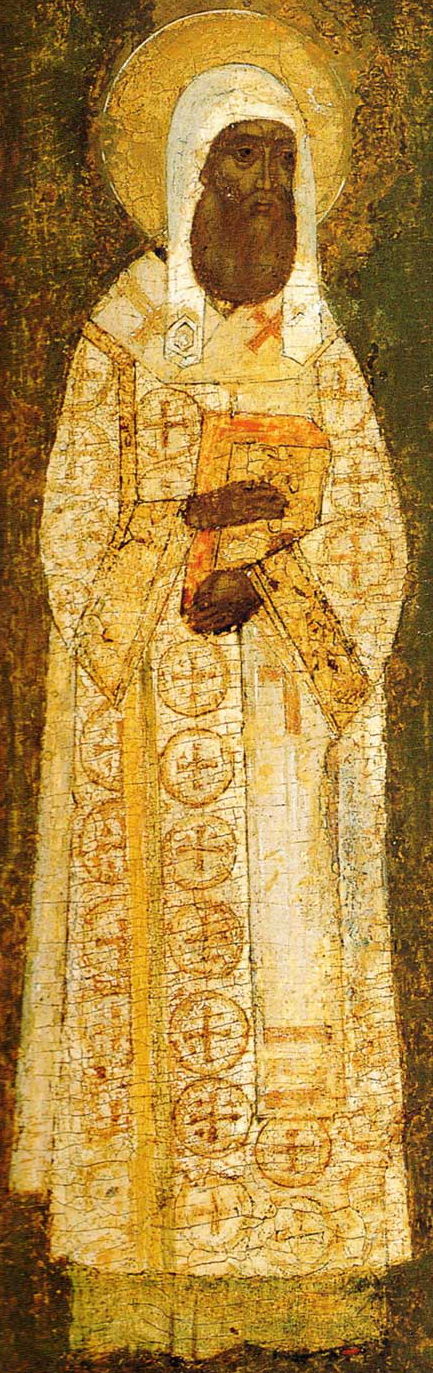
Святитель с левой стороны
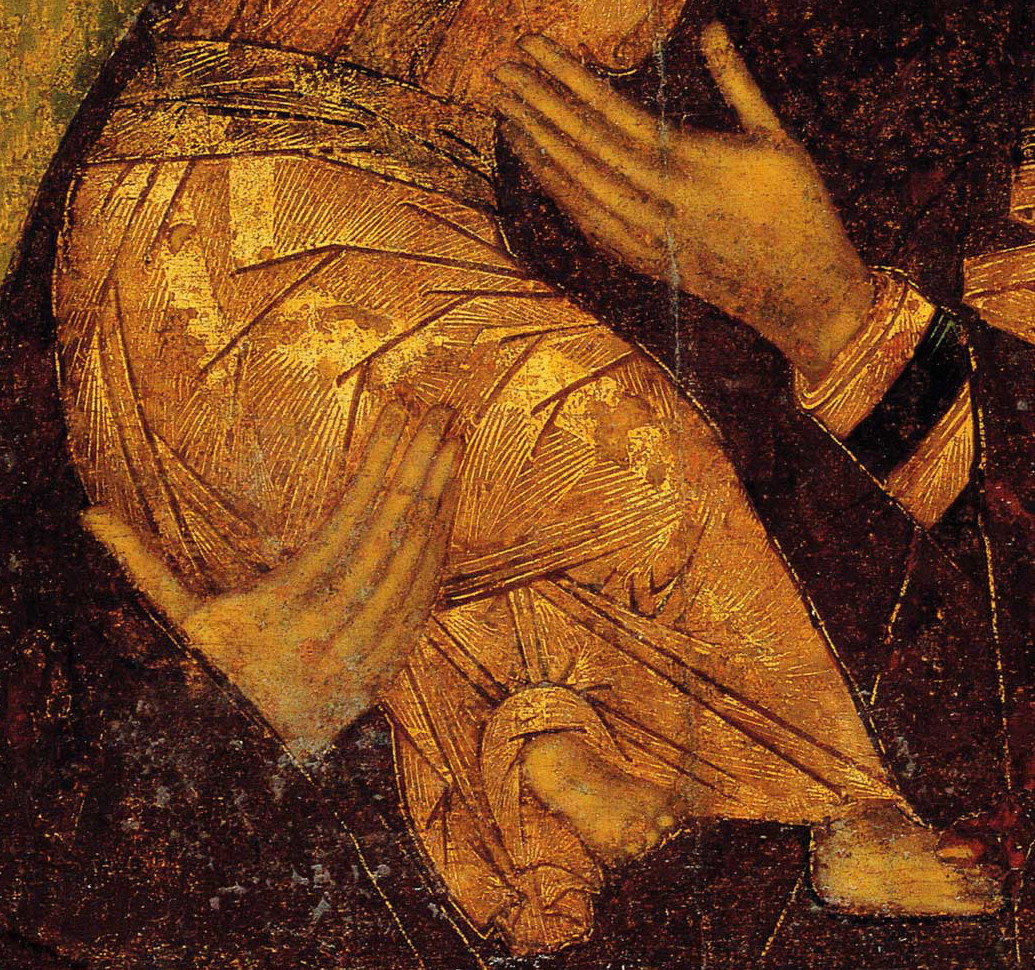
Руки Богородицы и одеяние Христа
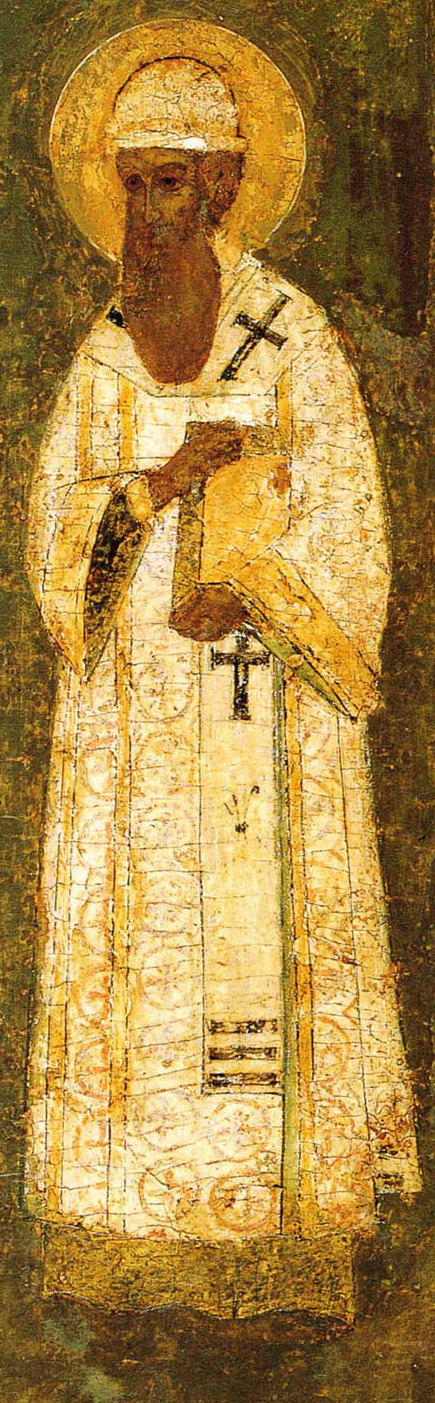
Святитель с правой стороны
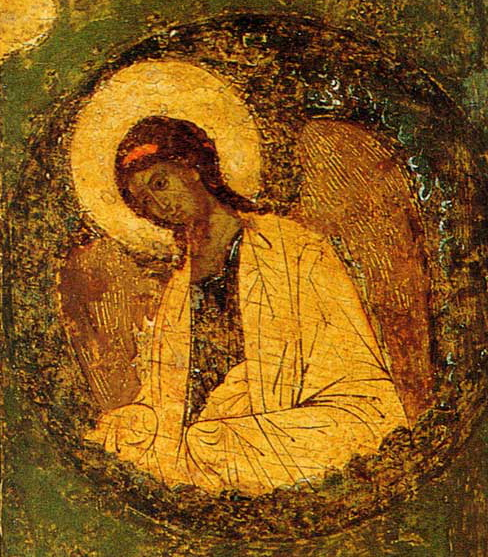
Архангел Гавриил

## История создания иконы и её судьба
Софья Снессорева, сотрудница архимандрита Троице-Сергиевой пустыни Санкт-Петербургской епархии Игнатия (Брянчанинова), в неоднократно изданной в дореволюционное время книге «Земная жизнь Пресвятой Богородицы и описание святых чудотворных Её икон» (первое издание в 1881 году) писала, что икона Волоколамской Богоматери «явилась» в 1677 году, когда была привезена из Москвы в Иосифо-Волоцкий монастырь и «сделалась источником великих чудес». Старший редактор центрального статистического комитета Министерства внутренних дел Российской империи, действительный статский советник Василий Зверинский в книге «Материал для историко-топографического исследования о православных монастырях в Российской империи» (1892) также относил появление иконы в монастыре к XVII веку, но датировал его 1667 годом. Иеромонах Нектарий в книге «Историческое описание Иосифова Волоколамского второклассного монастыря Московской губернии, составленное онаго же монастыря иеромонахом Нектарием в 1886 году» (1887) впервые использовал документальные данные (при этом он сослался на некое житие неназванного святого, найденное у местных жителей) об этом событии. Вельможа Григорий, со слов иеромонаха, дал обет построить в монастыре церковь во имя Сретения Владимирской иконы над Святыми вратами и прислал для неё икону из принадлежавшего ему неназванного села Вяземского уезда. Один из слуг его по имени Пётр, которому вместе с другими слугами и священнослужителями была поручена эта миссия, в соборной церкви монастыря был отторгнут неведомой силой от иконы и ударился о железную дверь и каменный помост головой. Он потерял голос и был еле жив. Объяснением этому событию были хула и поношения, которыми Пётр поливал настоятеля монастыря и сам монастырь. После молебна перед иконой Пётр пришёл в себя. Один из сопровождавших Петра клириков настолько был потрясён чудом, что принял монашество с именем Феодосий. Пересказывая легенду, Нектарий назвал дату принесения иконы в монастырь — 2 марта 1785 года.
Позднее архимандрит Иосифо-Волоколамского монастыря Геронтий в книге «Волоколамский Иосифов второклассный мужской монастырь и его современное состояние» (1903) пересказал эту историю. Геронтий отметил, что в честь произошедшего чуда в ночь на 3 марта проводится всенощное бдение перед иконой «соборне», а утром совершается торжественная Божественная литургия, завершающаяся молебном Богородице. Он утверждал, что образ Волоколамской иконы Божьей Матери царский вельможа Григорий пожертвовал при игумене Леониде 27 февраля 1785 года. Геронтий, однако, упоминал ещё одну дату, связанную с иконой: Григорий задумал в соответствии с обетом построить церковь Сретения Владимирской иконы, икону же Владимирской (Волоколамской) Богоматери для этого храма он прислал заранее — 2 февраля. Геронтий упоминал богатую ризу иконы и тропарь Владимирской Божьей Матери на серебряном клейме под изображением Богородицы. Иеромонах Нектарий упоминал как тропарь, даже с его цитированием: «Днесь красуется славнейший град Москва», так и «Акафист Успению Пресвятой Богородице» «в лицах», расположенный «вокруг всего образа».
В настоящее время принята совсем иная датировка иконы, основанная на неоднократно записанном старинном монастырском предании. В соответствии с ним икона была исполнена в Москве в 1572 по заказу Григория Бельского (он же Малюта Скуратов), близкого сподвижника Ивана Грозного в годы опричнины, для Иосифо-Волоколамского монастыря. Валентина Антонова считала, что в конце XVI века и позже эту историю сознательно замалчивали, так как под вельможей Григорием понимался одиозный персонаж опричного времени. Геронтий (Кургановский) же своим пересказом её всё ещё больше запутал.

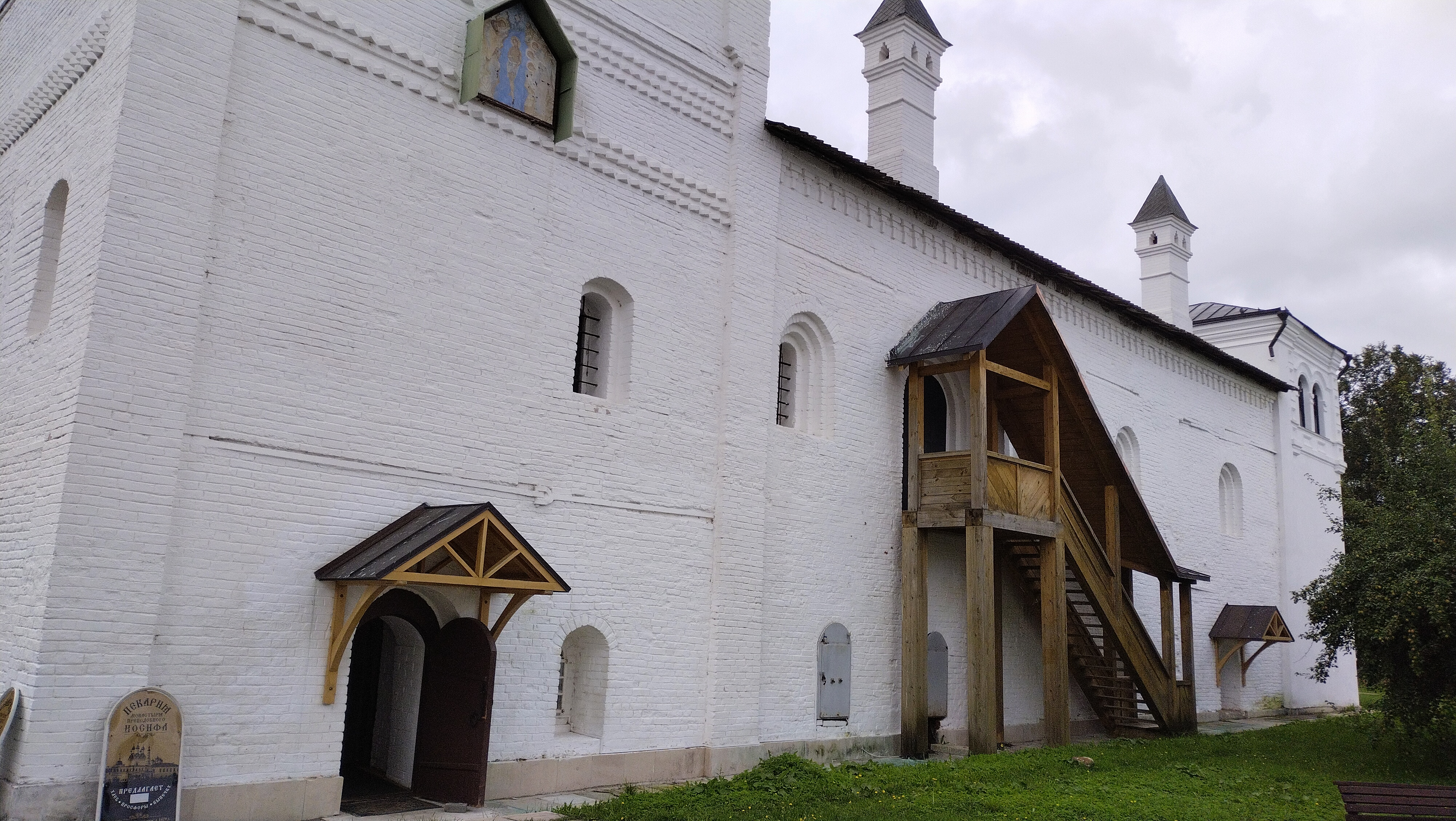
Предполагаемое место захоронения Малюты Скуратова в монастыре

Род Малюты Скуратова и он сам были тесно связаны с Иосифо-Волоцким монастырём. В середине XVII века в соответствии с синодиком род Малюты (список имён из него в синодике включал 31 имя, среди которых сам Малюта, его брат и племянник Григорий, постриженный именно в этом монастыре по царскому указу 1582 года под именем Геронтий) поминался в монастыре 30 сентября. О самом Малюте, кроме его именин, молились в монастыре ещё три раза в году: в день его гибели 1 января, по неизвестной причине 12 января, а также 25 мая в соответствии с особым вкладом, который сделал лично Иван Грозный. Малюта был похоронен в этом монастыре, старые монастырские документы упоминают над его могилой «цки» — надгробные плиты. В конце XIX и в начале XX века указывалось уже только место погребения Малюты без упоминания о какой-либо надгробной плите: «между Богоявленскою и соборною церквами, под бывшими переходами, начинавшимися от западного крыльца собора. Эти переходы в Богоявленскую церковь были направлены на теперешнее 4-е окно, считая с алтарным окном, с западного соборного крыльца. Они разобраны вследствие ветхости». Доктор исторических наук Дмитрий Володихин предположил, что на кладбище монастыря был целый участок, предназначенный для родового погребения Скуратовых-Бельских. Само оно за давностью лет утрачено, но современные монахи считают его местом участок, прилегающий к стене трапезной.
Малюта Скуратов неоднократно делал значительные вклады в монастырь. Первый из них был сделан за пять лет до гибели опричника. Другой относится к 1570 году и был сделан при личной встрече игумена Леонида и опричника в Москве. Антонова предположила, что вклад был сделан из добычи, награбленной Малютой во время разгрома опричниками Великого Новгорода именно в 1570 году. Всего Скуратовы-Бельские за 1550—1607 годы сделали шесть вкладов в монастырь, но в документе записи о вкладах были перечёркнуты, что Валентина Антонова объясняла либо истечением сроков полагающихся молитв, либо опалой рода в правление Бориса Годунова.

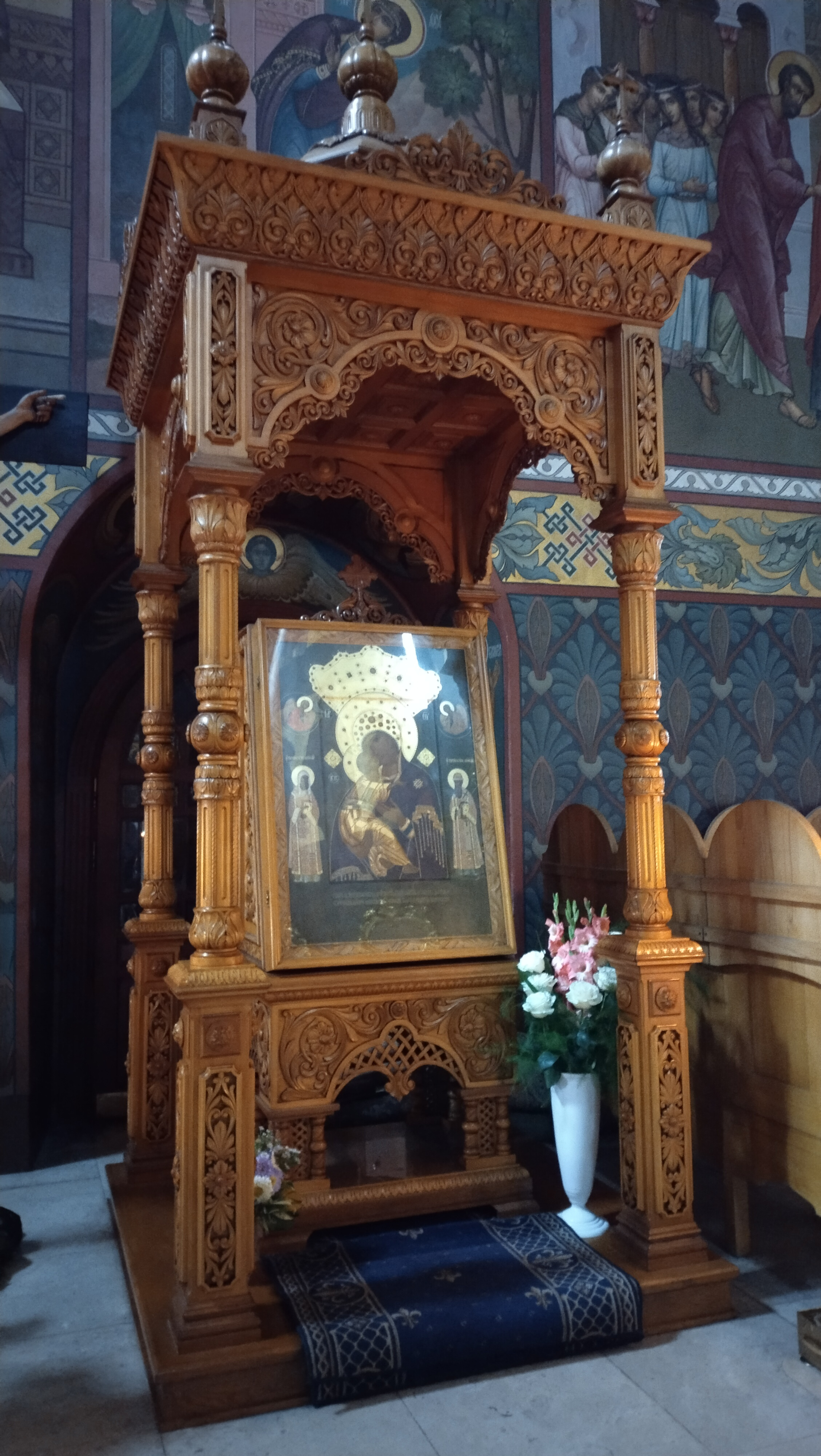
Список, созданный Сергеем Фоминым, в интерьере Успенского храма Иосифо-Волоцкого монастыря

Валентина Антонова попыталась разобраться с тремя датами, упоминаемыми в связи с доставкой иконы в монастырь. По её мнению, 2 февраля (1573 года) — день, когда мёртвое тело (а не икона) Малюты было доставлено в монастырь из-под крепости Вейсенштейн, где он был убит. Месяц с даты его гибели (1 января) ушёл на поиски тела, его опознание, сообщение о гибели военачальника в Москву и получение оттуда приказа государя о захоронении в монастыре. Вотчина отца Малюты находилась под Звенигородом в деревне Горка рядом с рекой Вязёмой. Если выехать из деревни 27 февраля, то вечером 2 марта можно было в XVI веке добраться как раз до Иосифо-Волоцкого монастыря. Даты похорон Малюты (1573 год), отправления (27 февраля 1572 года) и доставки иконы в монастырь (2 марта того же 1572 года) совместились в памяти потомков. Пожертвование иконы и вклады начала 1570-х годов Антонова объясняла предчувствием отмены опричнины и страхом Малюты за собственную судьбу. Доктор исторических наук Дмитрий Володихин в книге «Малюта Скуратов» (2012) видел угрозу опалы в резком понижении положения Малюты среди приближённых царя: он уже не воевода, а только «ездит за царём». Эти слова разрядной записи российский историк истолковывал как крайне неопределённую должность, за которой можно видеть не только возможность нового возвышения, но и полную потерю царской милости. В связи с таким положением донатора Валентина Антонова выдвинула объяснение и нерадивости челяди по отношению к доставке в монастырь иконы, а также суровость Господа в легенде к провинившемуся (хотя царь и казнил многих опричников, но он сохранил благосклонность к Малюте). Ещё одной причиной щедрых вкладов Малюты Валентина Антонова называла попытку опричника отмолить свои грехи перед Господом.

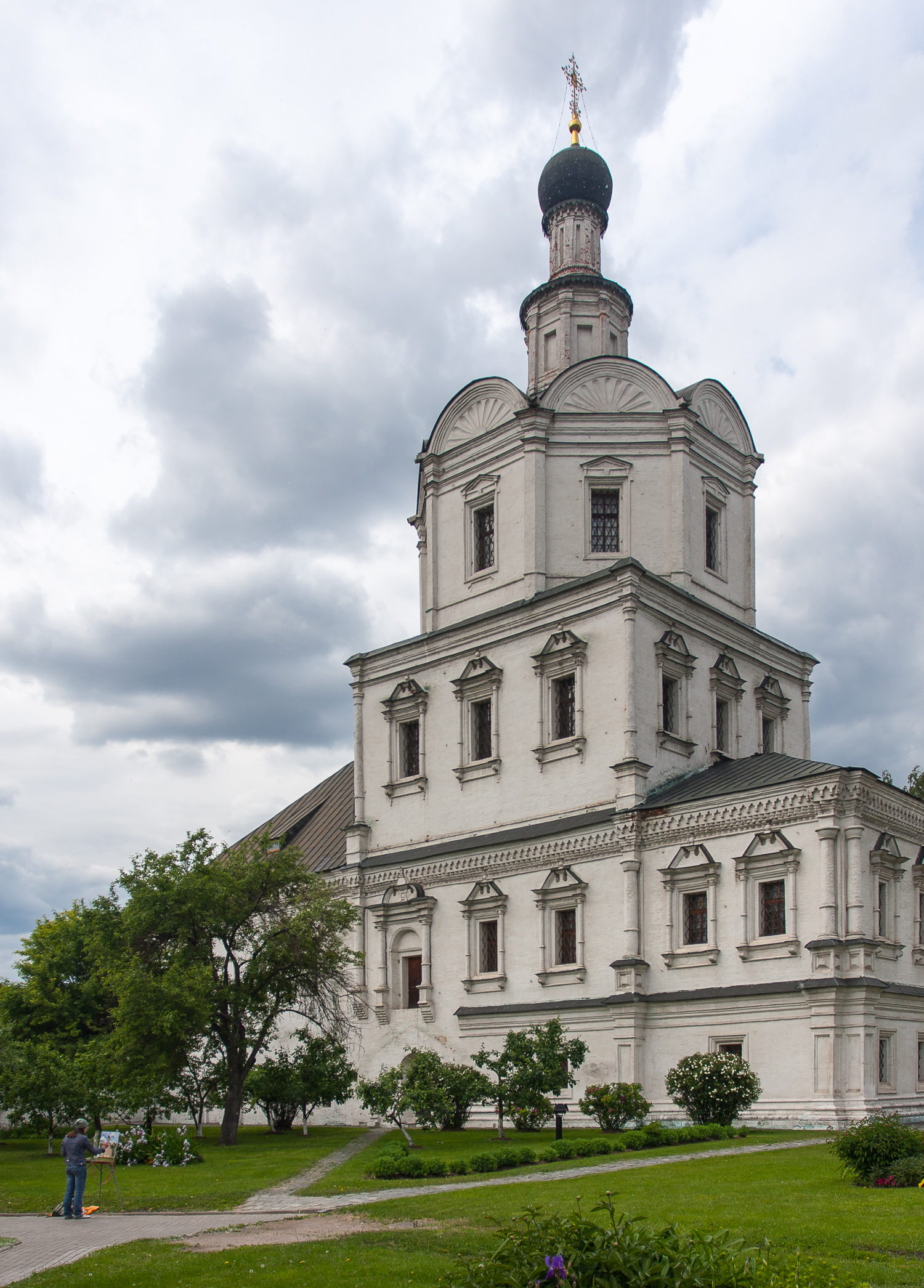
Церковь Михаила Архангела, где в экспозиции музея находится икона

Волоколамская икона Божией Матери на протяжении веков почиталась верующими как чудотворная, день принесения её в монастырь стал ежегодным общецерковным праздником (3 (16) марта), верующие приходили к образу в поисках утешения, исцеления и вразумления. В конце XVII века церковь Сретения Владимирской Богоматери освятили во имя апостолов Петра и Павла. По мнению Антоновой, именно в это время икону Владимирской Богоматери перенесли из неё в новый, отстроенный на месте старого Успенский собор Иосифо-Волоколамского монастыря и разместили там в местном ряду. В Музей древнерусской культуры и искусства имени Андрея Рублёва икона поступила уже из Успенского собора. Это произошло, по одним данным, в 1954 году, а по другим — в 1959 году. На тот момент икона была снабжена окладом XIX века с вырезанным по серебру тропарём Владимирской Богоматери и вставлена в раму (177 × 135 см) того же времени с 18 клеймами акафиста Успению Божией Матери.
В настоящее время икона находится в коллекции музея и представлена в его постоянной экспозиции, располагающейся в церкви Михаила Архангела Спасо-Андроникова монастыря. Номер иконы по КП (ГИК) — КП 4465 (по другим данным — ВП 24, инв. 23, встречается также инв. 2771-I). Икона исполнена в технике темперы по дереву и левкасу. В статье Миры Даен 1970 года присутствует уточнение: «доска липовая, шпонки встречные, врезные». Размер иконы — 109 × 75 см (это лишь ненамного больше, чем Владимирская икона), встречается также размер 108 × 73,5 см. Она экспонировалась на временной выставке «Писано по благословению. Лествица 1510 года из Иосифо-Волоколамского монастыря и её реставрация. Выставка из собрания Музея имени Андрея Рублёва и частных коллекций», проходившей в Музее имени Рублёва с 30 июля по 30 августа 2017 года.
16 марта 2007 года в Иосифо-Волоколамский монастырь была привезена икона в замещение хранящейся в музее, написанная «в меру и подобие» чудотворной иконы московским иконописцем Сергеем Фоминым. До того, как она заняла место в соборном храме монастыря, её освятили в Музее имени Андрея Рублёва и приложили к чудотворному образу 1572 года.

## Икона в исследованиях дореволюционных историков монастыря
Искусствоведы дореволюционной России не испытывали интереса к Волоколамской иконе Божией Матери. Обычно её упоминали и описывали, а иногда и рассказывали историю её обретения составители описей имущества и святынь Иосифо-Волоколамского монастыря. В число подобных работ входят: «Опись ризницы Иосифо-Волоколамского монастыря 1760 года», «Земная жизнь Пресвятой Богородицы и описание святых чудотворных Её икон» (1881) Софьи Снессоревой, «Историческое описание Иосифова Волоколамского второклассного монастыря Московской губернии, составленное онаго же монастыря иеромонахом Нектарием в 1886 году» (1887), «Летопись Волоколамского Иосифова монастыря. Материалы из дел архива Московской духовной консистории 1746—1852» Петра Виноградова, «Материал для историко-топографического исследования о православных монастырях в Российской империи» Василия Зверинского (1892), «Волоколамский Иосифов второклассный мужской монастырь и его современное состояние» архимандрита Геронтия (1903).

## Икона в советском искусствоведении

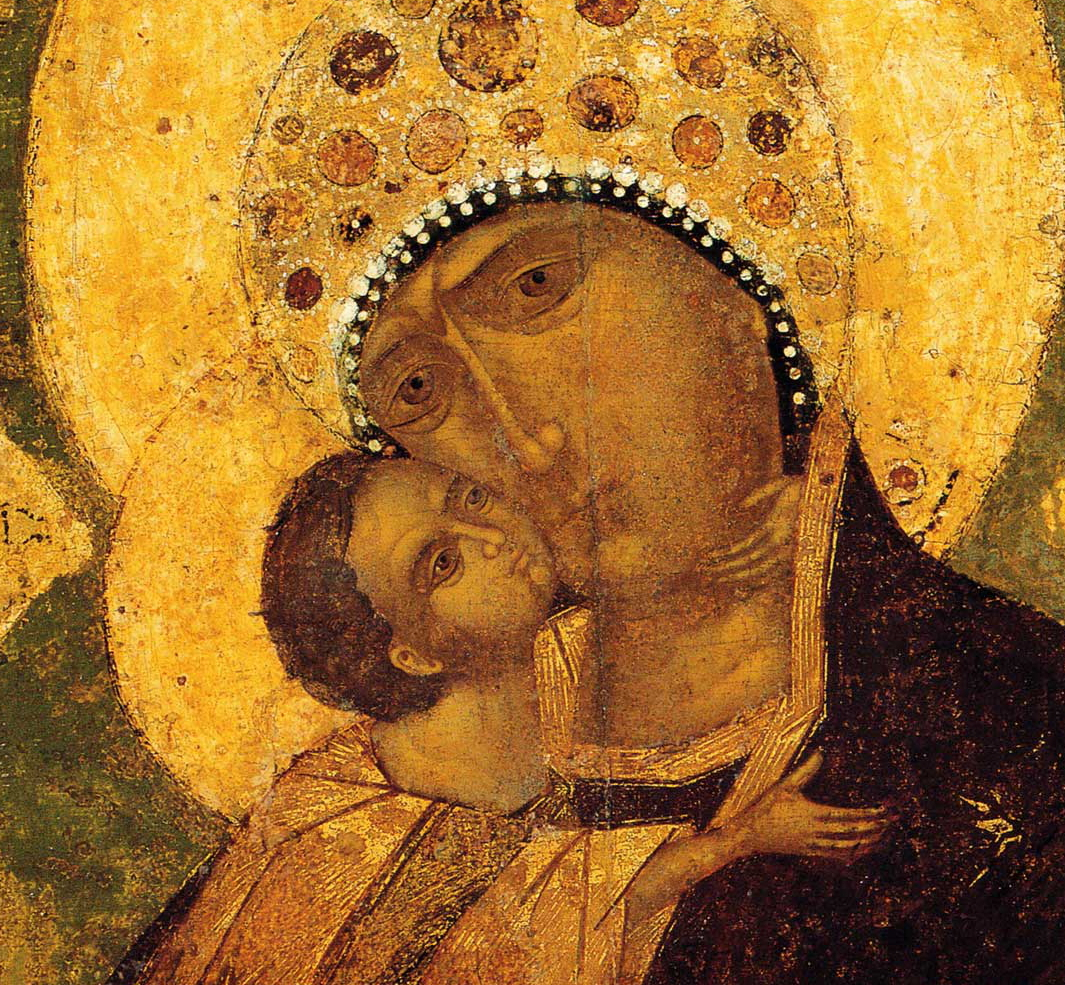
Фрагмент. Лица Богородицы и Христа

Кандидат искусствоведения Валентина Антонова впервые привлекла внимание исследователей к иконе Волоколамской Богоматери в 1965 году, когда сделала доклад о ней на крупной научной конференции. Она, в частности, утверждала, что благодаря уцелевшей в одном из рукописных житий Иосифа Волоцкого легенде икона может быть атрибутирована как работа московского иконописца 70-х годов XVI столетия. В 1974 году исследователь опубликовала большую статью, ставшую развитием основных идей этого доклада. Эта статья также содержала ряд новых наблюдений и сведений об иконе.
Кандидат искусствоведения Мира Даен поддержала Антонову в датировке и выводах о происхождении иконы, а также сопоставила икону «Иоанн Предтеча Крылатый» из Стефано-Махрищского монастыря с Волоколамской иконой Божией Матери и «оглавной» иконой Иоанна Предтечи из Дмитрова. Она отметила общее для трёх икон изображение скорбной патетики, которое достигается через «напряжённо изогнутую линию бровей, приподнятых над переносицей». Такой элемент исследователь назвала «формулой для выражения скорбности чувства». Даен отметила трагическую напряжённость образа, ощутимую благодаря «красноватому оттенку „вохрения“, которое по контрасту с тёмно-зелёными санкирными тенями и плотным тёмно-оливковым фоном озаряет лицо зловещим светом».
В путеводителе по Музею древнерусской культуры и искусства имени Андрея Рублёва 1971 года в Волоколамской иконе отмечаются «живое чувство любви» и «беззащитность перед судьбой» в отличие от сравниваемой с ней также относящейся ко второй половине XVI века иконой «Богоматерь Знамение» из Дмитрова, в которой лицо Богоматери сурово и исполнено внутренней силы, хорошо передан трагизм материнского подвига, а сама икона поднимается до высот философского обобщения и переосмысления древних художественных форм. Тем не менее авторы путеводителя кандидат искусствоведения Лилия Евсеева и преподаватель Московского государственного университета Валерий Сергеев относили эти две иконы, икону «Иоанн Предтеча Крылатый» из Стефано-Махрищского монастыря, а также некоторые другие, хранящиеся в коллекции музея, несмотря на существенные различия между ними, к одной и той же мастерской, предположительно, царской.

## Икона в современном российском искусствоведении

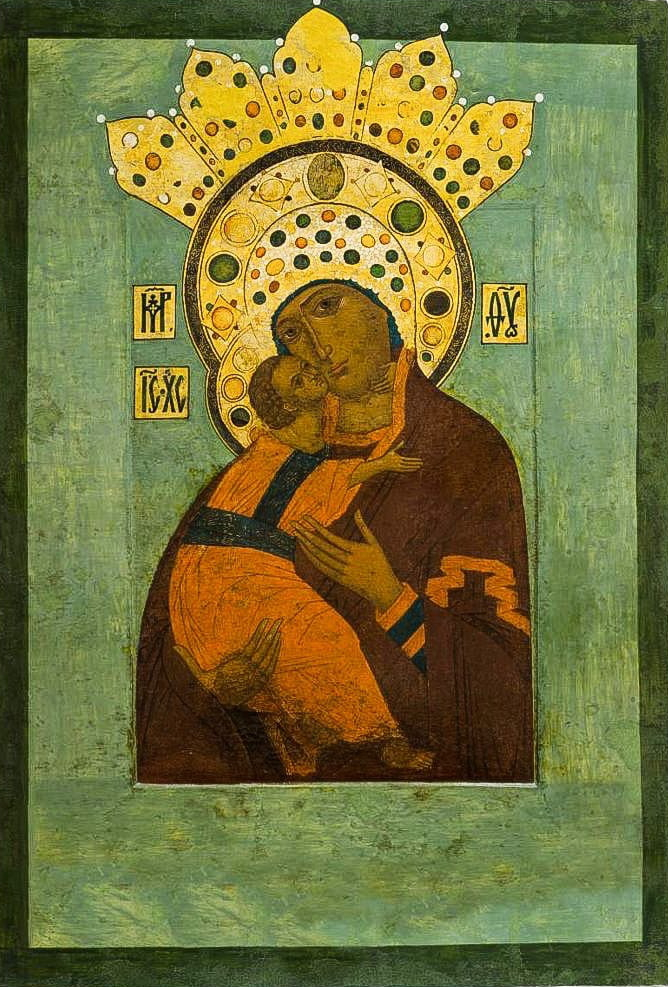
Симеон Яковлев. Владимирская (Волоколамская) икона Божией матери, 1561

Доктор исторических наук Элиса Гордиенко в энциклопедическом словаре «Великий Новгород. История и культура IX—XVII веков» разместила статьи о двух изображениях иконографического типа Волоколамская Богоматерь. Обе они хранятся в Новгородском государственном объединённом музее-заповеднике. Первая из них — Богоматерь Владимирская (Волоколамская, 104 × 72 см, иногда приводится другой размер — 102,8 × 71 см, дерево, левкас, холст, шёлк, темпера). В соответствии с подлинной надписью на оборотной стороне она была написана в 1561 году по заказу новгородского боярина Фёдора Сыркова, ставшего жертвой опричного террора в 1570 году, иконописцем Семионом Яковлевым для Софийского собора. В нём на 1725 год она находилась в Успенском иконостасе («слева, за северными дверями»). Гордиенко сделала предположение, что именно эта икона могла послужить образцом для получившей широкую известность чудотворной иконы, ставшей вложением Малюты Скуратова в Волоцкий монастырь. Вторая икона — Богоматерь Владимирская (Волоколамская) с избранными святыми (около 1558 года, 52,5 × 42 см, поступила в музей из Софийского собора в 1928 году). На её полях изображены слева — епископ Новгородский Никита (изображение именно этого святого положено в основу датировки иконы, епископ Никита был канонизирован в 1558 году) и преподобный Варлаам Хутынский, а справа — архиепископ Иоанн II и преподобный Сергий Радонежский. Эту икону Гордиенко воспринимала как вкладной образ, находившийся в местном ряду Успенского иконостаса Софийского собора.
В статье из «Новгородского исторического сборника» за 2000 год Элиса Гордиенко писала, что для человека XVI века действительность ощущалась как удалявшиеся друг от друга небесный и земной миры. На иконах этого времени «горний мир представал в образе карающего, немилосердного Бога», а противостоял ему «скорбный образ Богородицы и святых заступников, исполненных веры в духовные силы человека». Свою точку зрения исследователь подтверждала целым рядом сохранившихся до нашего времени икон, среди которых Богоматерь Владимирская-Волоколамская из Иосифо-Волоцкого монастыря и Богоматерь Владимирская-Волоколамская 1561 года из Софийского собора в Великом Новгороде.
Кандидат искусствоведения Людмила Щенникова называет в статье «Культ иконы Богоматери „Владимирской“ в Великом Новгороде» (2003) икону Семиона Яковлева из собрания музея в Новгороде «точнейшей копией прославленной святыни, исполненной не механически, но с глубоким пониманием её духовного содержания и художественного образа». Исследователь отметила, что был воспроизведён в красках головной убор оригинала — «очелье, венец и коруна, усыпанные жемчугом и драгоценными камнями», но нарисованный убор, по предположению Щенниковой, вскоре был закрыт «серебряным сканым венцом, очельем и коруной, которые ныне сняты с иконы и хранятся отдельно». Исследователь писала, что возможны различные толкования даты создания иконы из-за туманной фразы на обороте иконы: «лета 7060 девятого». Существуют два варианта чтения — 1552 и 1561 годы. Первая дата появляется «при отнесении к году только двух букв [в славянском оригинале, где цифры изображены буквами], обозначающих число 7060 (= 1552)», вторая возможна при присоединении к этим двум буквам ещё и слова «девятого», которое можно понимать как продолжение буквенного обозначения года (7069 = 1561). Именно вторая дата приводится в работах Элисы Гордиенко. Сама Щенникова склоняется к датировке 1552 годом. С октября 1551 до конца 1552 года в Новгороде и Пскове был мор. Исследователь предположила, что заказ иконы-списка с чудотворного Владимирского образа был связан с надеждой прекратить это бедствие при заступничестве Божией Матери. Щенникова предположила также, что Яковлев написал две одинаковые иконы: для Софийского собора и для Сыркова монастыря. При подробном анализе данной иконы Щенникова нигде на протяжении всей статьи не относит её к волоколамскому типу.
В 2008 году кандидат искусствоведения Виктория Меняйло посвятила Волоколамской иконе Божией Матери и иконе «Богоматерь с припадающим Иосифом Волоцким» статью «Две чудотворные иконы из Иосифо-Волоколамского монастыря». Она отнесла Волоколамскую икону к числу выдающихся произведений изобразительного искусства эпохи Ивана Грозного, особое же значение ей, с точки зрения искусствоведа, придают два дополнительные обстоятельства: икона датируется с точностью до одного года, и ей посвящено литературное произведение, оставшееся на момент выхода статьи неопубликованным. Виктория Меняйло обратила внимание, что Сказание об иконе (полное название — «О принесении чудотворной иконы Пречистой Богородицы Владимирской и о чуде святого о дьяке Петре»), список которого использовала Антонова (хотя и считала его малоавторитетным из-за датировки началом XVII века) в своём исследовании, входит как последнее, двенадцатое чудо в развёрнутое «Житие Иосифа Волоцкого». Первоначальное житие преподобного создавалось к ожидавшейся канонизации Иосифа Волоцкого на церковном соборе 1578 года, но она тогда так и не состоялась. В этом варианте Сказание об иконе ещё отсутствовало, самих же чудес было только шесть. Было обнаружено ещё пять списков Сказания, один из которых относится к 1580-м годам и входит в сборник из Софийского собора в Великом Новгороде. Исследователь предположила, что Сказание могло появиться между 19 ноября 1582 года (смерть наследника престола Ивана Ивановича) и 18 марта 1584 года (смерть самого царя Ивана Грозного). Кандидат культурологии Людмила Щенникова устанавливала другие хронологические рамки — между 1573 / 1575 и 1584 годами — и считала его автором Евфимия Туркова.
Самое же первое упоминание Волоколамского образа Богоматери как чудотворной иконы, по утверждению Меняйло, содержится в «Обиходнике Иосифо-Волоколамского монастыря» Евфимия Туркова из Отдела рукописей Российской государственной библиотеки. Рукопись составлена до 15 июля 1575 года, когда Евфимий стал игуменом этого монастыря. Обиходник требует особого почитания иконы: на праздник Сретения Владимирской иконы Божией Матери зажигалась витая, тройная свеча в «большой свешнице» на утрене, молебне и обедне. Сама же икона характеризуется как «Малютина поставления». Меняйло оспорила мнение Антоновой, что в Сказании идёт речь о доставке иконы из села Большие Вязёмы под Москвой (на самом деле у Антоновой речь идёт о селе Горки под Звенигородом на реке Вязёмы). С точки зрения Меняйло, это — Вяземский уезд, названный в тексте самого Сказания, который был взят в опричнину и где могли оказаться земли Малюты Скуратова. Именно из Вязьмы до Иосифо-Волоцкого монастыря двигалась процессия с иконой с 26 февраля (так у Меняйло) до 2 марта. Считая Сказание авторитетным и ранним источником, Меняйло отвергла Киприана и Геронтия как святителей, изображённых на иконе, и в соответствии со Сказанием считала их Петром и Ионою. Кандидат культурологии Сергей Житенёв, вопреки точке зрения других исследователей, сообщает про икону: «привезённая из Москвы».
Торжественную передачу иконы в Иосифо-Волоцкий монастырь Виктория Меняйло назвала не частной инициативой Малюты Скуратова, а «религиозно-государственным актом, совершённым при участии Ивана Грозного». Именно поэтому, с её точки зрения, по краям изображена не традиционная пара святителей Пётр и Алексей, а Пётр, переехавший из Владимира на постоянное местожительство в Москву, и Иона — первый митрополит русской автокефальной церкви. Традицию изображения такой пары святителей Меняйло считает достаточно новой и характерной для иконописцев, приближенных к царскому двору. Искусствовед возвела появление этой традиции к описанию в «Сказании о последних днях жизни митрополита Макария» посещения умирающего Макария (1563 год) братом Ивана Грозного Юрием Васильевичем. После этого сам тяжело больной Юрий повелел вести себя в Успенский собор Московского Кремля, чтобы поклониться митрополитам Петру и Ионе. Торжественную передачу иконы в монастырь именно в 1572 году Меняйло объясняет нашествием крымского хана Девлета I Герая на Москву за год до этой даты. Столица была сожжена. Владимирская икона Божией Матери, списком с которой является Волоколамская, почиталась как заступница земли Русской. С ней связывалось спасение от нашествия Тамерлана в 1395 году. Малюта Скуратов заказал икону в царской мастерской и сделал этот заказ «по царёву слову». Виктория Меняйло в связи с этим отмечала чрезвычайно высокие художественные достоинства иконы.
Малюта Скуратов богато одарил икону, что подтверждает монастырский документ — «Записная книга вкладов и опись имущества 1591 года». Уже в ней упоминаются связанные с Малютой Скуратовым украшения Волоколамской иконы: оклад, венцы, камни на них, кресты, панагии, монисто. Позже к ним прибавились: серебряная свеча с золочёной подписью от крупного государственного и военного деятеля Дмитрия Годунова, два золотых, пожертвованных в 1599 году царём Борисом Годуновым, и другие дары. В Смутное время драгоценное убранство иконы было похищено и заново создано уже в XVII веке. Меняйло считала, что церковь Сретения Владимирской иконы была построена не над вратами в монастырь, а с северо-западного угла от Успенского собора. Позже эту точку зрения поддержала Людмила Щенникова. Местоположение же Волоколамской иконы, по наблюдениям Меняйло, описывается в документах по-разному: посреди Успенского собора или в местном ряду его иконостаса, где она, предположительно, несколько раз меняла своё место. Людмила Щенникова считала, что икона всегда занимала место у Царских врат Успенского собора и не появилась в церкви Сретения даже после завершения её строительства.
Завершая анализ иконы, Виктория Меняйло называла её не только шедевром живописи XVI века, но и культурно-историческим памятником, с которым связана деятельность крупных политиков этого времени и целая цепь значимых исторических событий.
Кандидат искусствоведения Людмила Щенникова в статье о Владимирской иконе Божией матери в IX томе «Православной энциклопедии» обобщила исследования Валентины Антоновой и Виктории Меняйло (в виде ещё не опубликованной рукописи доклада «Новые сведения об иконе Богоматери Волоколамской XVI в.» на конференции 1995 года) в отношении Волоколамской иконы. Она утверждала, что в XVI—XIX веках Волоколамская икона имела только местное значение и что исследователям неизвестны списки этой иконы того времени, однако в Спасо-Евфимиевом монастыре почиталась уникальная Владимирская Богоматерь с клеймами акафиста Богородицы на полях и в драгоценном уборе, созданная в последней трети XVI века по заказу «думного дворянина» и тоже опричника Иоанна Грозного Дементия Черемисинова, которую Щенникова назвала ближайшим аналогом образу Богоматери Волоколамской 1572 года. В настоящее время существует, тем не менее, точка зрения, что в XVII—XIX веках всё-таки были распространены списки Волоколамской иконы, в которые, правда, вносились некоторые иконографические изменения. Так, на выставке «О тебе радуется. Русские иконы Богоматери XVI—XIX веков» из фондов Музея имени Андрея Рублёва, проходившей в 1995 году, демонстрировалась икона XIX века «Богоматерь Владимирская Волоколамская» (дар советского коллекционера Георгия Костаки музею, 34 × 27,5 см, дерево, левкас, темпера, КП 2335). В этой иконе отсутствуют архангелы и святители. Автор статьи в каталоге выставки назвал такую иконографию Волоколамской иконы Божией Матери сокращённой.
Людмила Щенникова считала, что первое упоминание об иконе относится к 1572 году — в «Записной книге» Иосифо-Волоцкого монастыря отмечены вклад Малюты Скуратова, а именно: «Образ местный большой Пречистые Богородицы Владимирские» (именно его она и считала Волоколамской Богоматерью), и «обещание» воздвигнуть в обители церковь в честь Сретения Владимирской иконы, на сооружение её он пожертвовал деньги и получил благословенную грамоту митрополита Кирилла. Исследователь отмечала высокие художественные достоинства иконы и скорбность сострадания в лике Богоматери.
Официальный сайт Иосифо-Волоцкого ставропигиального мужского монастыря отмечает, что в настоящее время искусствоведы сходятся во мнении, что икона была написана в начале 1570-х годов художником из круга царских мастеров и принадлежит к числу лучших произведений московского церковного искусства XVI века. Лицо Богоматери скорбно. В её взгляде видна боль за грехи людей, она как будто предчувствует, «как человечество вознамерится снова и снова распинать Богомладенца Христа неверием, нераскаянностью, лживостью и жестокостью». Трагичность выражена в цвете одежд Богоматери и Иисуса, «в притемнённой живописи их ликов», в тёмно-зелёном, а не золотом фоне всей иконы. Левой рукой показывая на Иисуса, Богородица указывает зрителю на радость покаяния и очищения души. Автор статьи на сайте увидел в святителях на полях иконы митрополитов Московских Петра и Иону, так как в глазах москвичей XVI века они были молитвенниками о спасении столицы при нашествиях иноземцев.

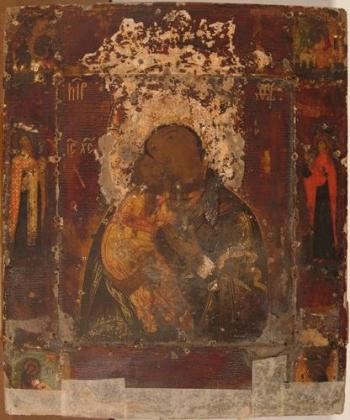
Богоматерь Владимирская (Волоколамская), XVII век. Дерево, паволока, левкас, темпера, 38,0 × 32,5 × 3,0 см. Центральный музей древнерусской культуры и искусства имени Андрея Рублёва
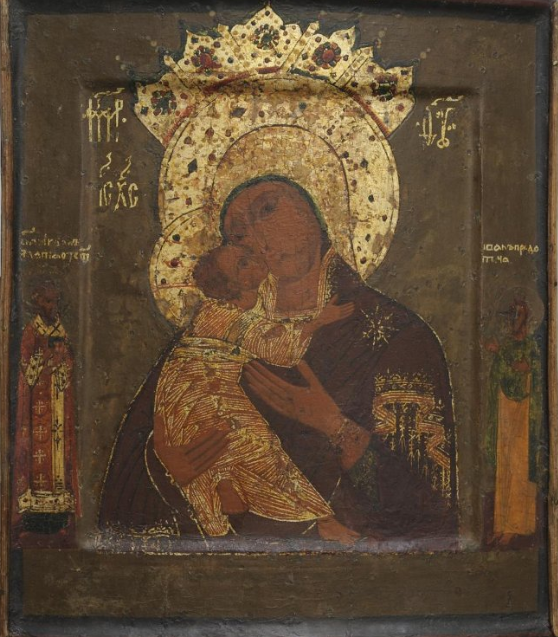
Богоматерь Владимирская (Волоколамская), с избранными святыми, XVII век. Дерево, левкас, серебро, жемчуг, темпера, басма, гравировка, золочение, 27,5 × 23,5 × 4 см. Владимиро-Суздальский музей-заповедник
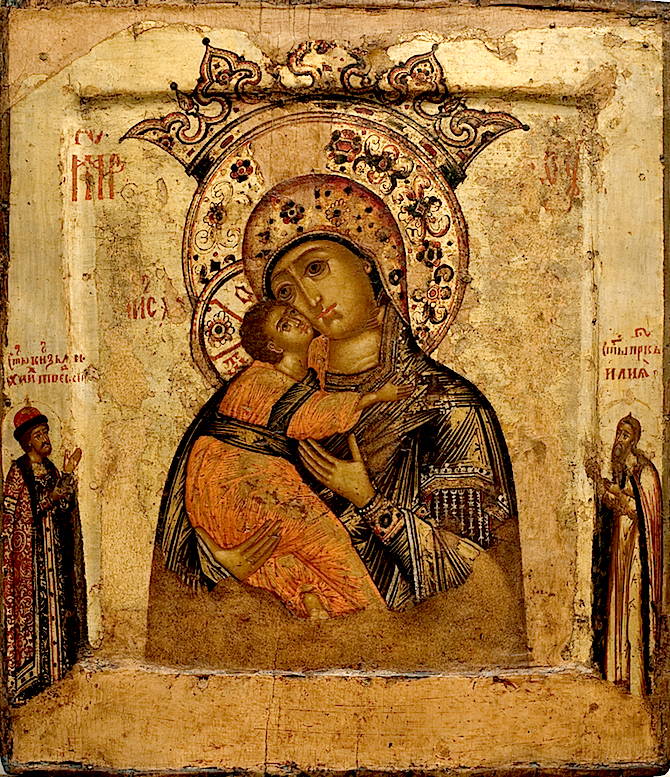
С приписными князем Михаилом Тверским и пророком Илиёй. Дерево, левкас, сусальное золото, темпера. Северные губернии, конец XVII века.
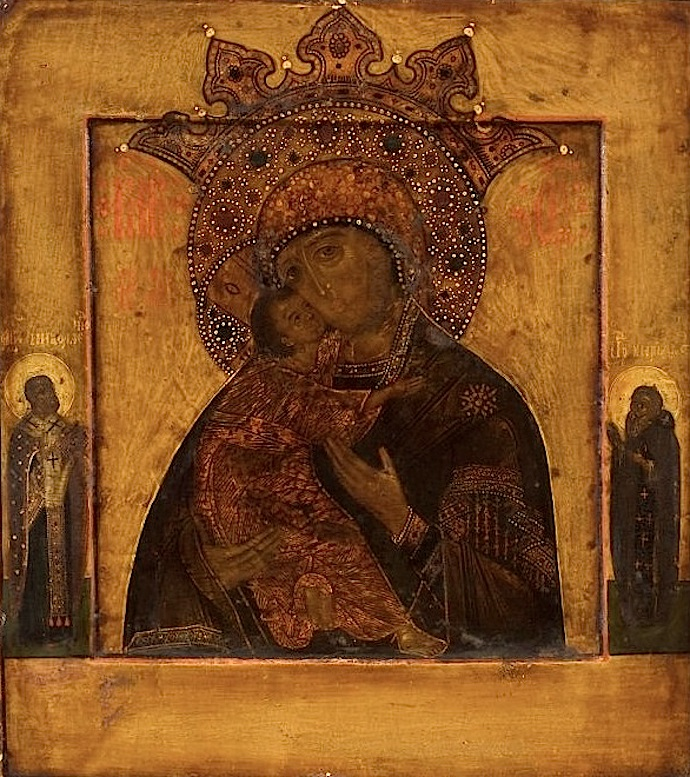
Начало XVII века (?). Дерево, левкас, темпера, 31,2 × 27,6 см. Ярославль. Государственный исторический музей, инв. И VIII 4828
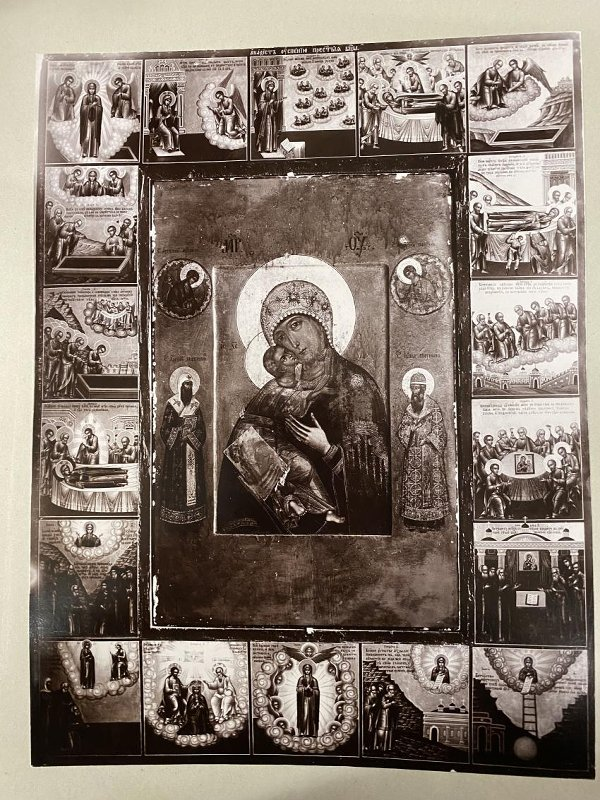
Фотограф Пётр Остроумов. Икона Божией Матери «Умиление» с житием, 1909, фотобумага, коллодионный процесс (?), 27 × 20,6 см, Государственный научно-исследовательский музей архитектуры имени А. В. Щусева

## Икона в культуре

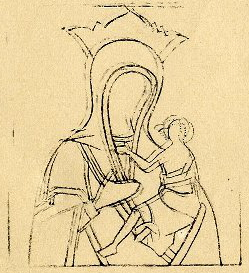
Иконный образец. Богоматерь Волоколамская. XIX век

Православный публицист Алексей Оболенский опубликовал статью об иконе Волоколамской Богоматери в связи с передачей её на несколько дней в мае 2017 года Иосифо-Волоцкому монастырю в рамках фестиваля, посвящённого основателю обители. Главной особенностью иконографического типа этой иконы он, как и Валентина Антонова, считал изображение ризы Владимирской Богоматери, созданной в XVI веке. Другой особенностью он называет присутствие на полях иконы архангелов Михаила и Гавриила, а также святителей Петра и Ионы. Саму икону он относит к царской мастерской, образовавшейся в результате приезда иконописцев из различных городов в Москву с целью поновления или написания икон для столичных храмов после разрушительного пожара 1547 года. При наличии стремления у иконописцев выработать единую манеру письма вышедшие из мастерской работы, с его точки зрения, отличаются разнообразием.
Вслед за доктором исторических наук Ольгой Подобедовой Алексей Оболенский выделял следующие общие особенности работ царской мастерской: повествовательность, сложность аллегорических сюжетов, грандиозность замысла, сложные композиционные построения, отличавшиеся одновременно «дробностью, мелочностью письма, запутанностью и перегрузкой деталями». Автор статьи присоединился к мнению, что Волоколамская икона является даром Малюты Скуратова. Оболенский высказывал мнение, что, так как посвящённый Сретению Владимирской иконы Пресвятой Богородицы храм был возведён племянником Малюты Богданом Бельским только после смерти дяди, Волоколамская икона была изначально помещена у Царских врат Успенского собора и не перемещалась в Сретенский храм после завершения его строительства.
Небольшая заметка о почитании иконы появилась в разделе «Новости» культурно-просветительского и информационно-аналитического журнала «Фома». В отличие от статьи Оболенского она относит перенос иконы в Успенский собор только к XVII веку, когда надвратную церковь Сретения Владимирской иконы Иосифо-Волоцкого монастыря, где она находилась до этого, освятили во имя святых апостолов Петра и Павла.
В православной публицистической литературе периодически встречается ошибочное соединение Волоколамской иконы Божией Матери с жизнью и деятельностью самого Иосифа Волоцкого. Так, например, если в издании «Святая Русь. Энциклопедический словарь русской цивилизации», составителем которого является доктор экономических наук Олег Платонов, в разделе о самой иконе осторожно сказано: «Привезена из Москвы в Иосифо-Волоколамский монастырь», то в разделе об Иосифо-Волоцком монастыре утверждается: «В монастыре также хранилась привезённая прп. Иосифом из Москвы икона Божией Матери Волоколамская, прославившаяся 3 марта 1677». В пособии «Наименования и надписи на иконных изображениях. Справочник для иконописцев» отмечается, что надписи на иконах типа Волоколамская Богоматерь обычно: «Волоколамская» или «Образ Пресвятой Богородицы Волоколамский».